# Soinuzale
La Asociación Musical Soinuzale es una asociación creada en Echévarri (Vizcaya) dedicada a la promoción, fomento y difusión de la música a través de cada una de sus actividades y en especial, mediante la enseñanza de la música y la formación musical. 

## Historia
Varios miembros de un desaparecido coro parroquial del municipio formado en la década de los 50, tuvieron en el año 1978 la idea de crear una Sociedad Musical que impartiera clases de lenguaje musical y toda una serie de actividades musicales, recogiendo así las inquietudes de una gran parte de la población en un pueblo de conocida tradición musical.
La Sociedad, que comenzó su andadura en el salón parroquial de la iglesia de San Esteban, consiguió en 1980 un local cedido por el Ayuntamiento de Echévarri para dar sus clases de música, y se legaliza el 8 de enero de 1982 inscribiéndose en el Registro Civil Provincial de Asociaciones de Vizcaya con el número 1.475 y el nombre de Sociedad Soñualde. Teniendo como objetivo prioritario tres actividades musicales principales: la enseñanza del lenguaje musical, enseñanza y creación de una banda de txistularis y la actividad coral, dejando la puerta abierta al incremento de las mismas con otras que pudiesen considerarse de interés y significación. En pocos años, ampliará su oferta educativa con instrumentos como piano, acordeón y guitarra. Como asociación que impulsa y fomenta la cultura reciben en 1985, 220 becas municipales para sus alumnos y alumnas.
Tras ocho años de funcionamiento, empieza a impartir clases de instrumentos de viento con la idea de formar una banda de música gracias a la colaboración de la Diputación Foral de Vizcaya y el Ayuntamiento de Echévarri; y puede decirse que comienza entonces una larga andadura en la enseñanza musical e instrumental que ha ido respondiendo a intereses y demandas variadas y fluctuantes al ritmo de las modas, gustos y necesidades del municipio, entremezclándose con toda otra serie de actividades no docentes de raíz musical con más o menos calado y tradición a través del tiempo: pasacalles, coral, audiciones musicales, Olentzero, Santa Águeda, Santa Cecilia...
El 14 de octubre de 1998, se inscribe en el Registro de Asociaciones del Gobierno Vasco como Asociación Musical sin ánimo de lucro, con el nombre de Asociación Musical Soinuzale, acogiéndose a lo dispuesto en la Ley 3/1998 de 12 de febrero de asociaciones probada por el Parlamento Vasco.
Sus fines, recogidos en sus actuales estatutos, son los siguientes:
- Dotar al municipio de Echévarri de un cauce válido para desarrollo de su propia personalidad musical.
- Promover y fomentar la actividad musical como medio de cultivar la raíz músico-cultural de Euskal Herria, así como las de otras regiones y nacionalidades.
- Recoger y conservar la tradición musical que ha venido demostrando a través del tiempo el municipio de Echévarri.[1]

## Actualidad
En 2019, la asociación realiza principalmente sus actividades en el ámbito territorial del municipio de Echévarri, sin perjuicio de que algunos actos o determinadas actividades puedan extenderse y realizarse en otros lugares de la comunidad e incluso en otros territorios de España o del extranjero.
En la actualidad, la asociación de Soinuzale ocupa uno de los chalets del parque Bekosolo, el azul, propiedad del Ayuntamiento de Echévarri, e imparte clases de piano, guitarra, txistu, trikitixa, acordeón, tuba, trompeta y batería además de lenguaje musical en uno de los municipios con mayor natalidad de Vizcaya.
Su visión actual y proyectada hacia el futuro, su objetivo sigue siendo dar respuesta efectiva y eficiente a las inquietudes musicales de un pueblo con alta tradición musical, adaptándose a sus necesidades e intereses, múltiples y variadas a lo largo del tiempo, y dotándolo de un cauce apropiado para desarrollar su propia idiosincrasia musical.
La asociación participa en una guía didáctica publicada por Labayru, con un CD que reproduce una serie de canciones tradicionales, interpretadas en el disco por alumnos/as y profesores/as de la escuela de Música Máximo Moreno de Galdakao y La Asociación Musical Soinuzale de Echévarri, con arreglos de Juan Carlos Irizar.
Echévarri es un municipio con un marcado carácter asociacionista. Han ido surgiendo en el municipio asociaciones que, con el paso del tiempo, han ido creciendo y aumentando la cantidad y calidad de su labor. Por ello, aportan una de las mayores riquezas de cualquier pueblo.